# BBW-Leipzig-Gruppe

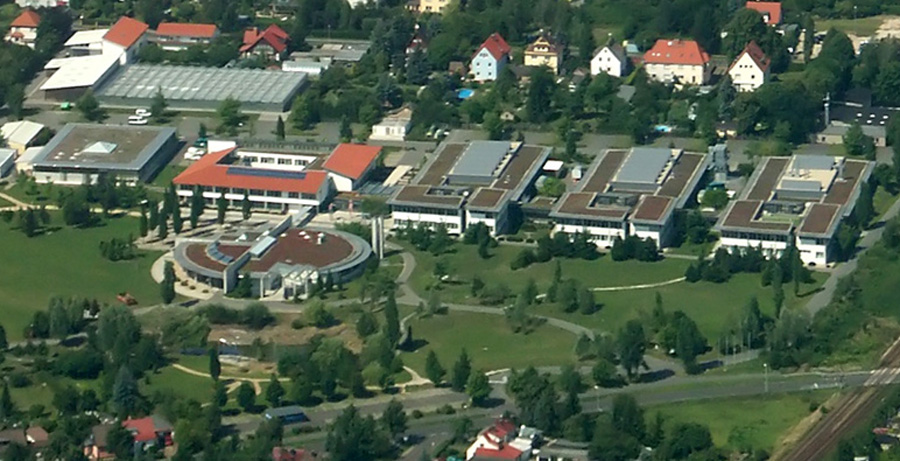
Stammsitz der BBW-Leipzig-Gruppe in Leipzig-Knauthain mit dem Berufsbildungswerk Leipzig

Die BBW-Leipzig-Gruppe befasst sich mit Bildung, Beschäftigung, Vermittlung und Inklusion von Menschen mit besonderem Unterstützungsbedarf, das Kürzel BBW steht für Berufsbildungswerk. Stammsitz ist in der Knautnaundorfer Straße 4 in Leipzig-Knauthain.

## Geschäftsbereiche
Die BBW-Leipzig-Gruppe hat sechs Geschäftsbereiche:
- Berufsbildungswerk Hören • Sprache • Kommunikation • BBW
- Schulische Bildung
- BBW-Kindertagesstätten
- Jugend- und Erziehungshilfeverbund
- Werkstatt für behinderte Menschen – Diakonie am Thonberg
- Inklusionsbetriebe mit Philippus Leipzig und Diakonische Unternehmensdienste

## IntegrationspreisBrückenschlag
Seit 2006 verleiht die BBW-Leipzig-Gruppe jährlich den Integrationspreis Brückenschlag. Er ehrt Unternehmen, Vereine und Projekte, die sich für die Eingliederung von Menschen mit Behinderungen einsetzen und sich damit beispielhaft für die inklusive Gesellschaft engagieren.
Der Brückenschlag 2023 ging an die Sektion Phoniatrie und Audiologie des Universitätsklinikums Leipzig und würdigt die langjährige intensive Zusammenarbeit.
Preisträger-Übersicht:
- 2022 MDR-Magazin „Selbstbestimmt“[5][6],
- 2020 RB Leipzig[7][8],
- 2019 Marko Pfaff & Co. Spezialfahrzeugbau GmbH[9],
- 2018 Saxonia-Catering GmbH & Co. KG[10],
- 2017 Messeprojekt GmbH,
- 2016 BMW-Werk Leipzig,
- 2015 Gregor Meyer als künstlerischer Leiter des GewandhausChores Leipzig,
- 2014 Commerzbank Leipzig, Förderverein „Sonnenknirpse e.V.“ und Kleingärtnerverein „Dr. Schreber e.V.“,
- 2013 Kriminalpräventiver Rat der Stadt Leipzig,
- 2012 Stadt Leipzig,
- 2011 Evangelisches Schulzentrum Leipzig,
- 2010 T + U Dental Labor Helmstedt,
- 2009 WWH Werkzeug-, Produktions- und Handels GmbH Dölzig,
- 2008 Leipziger Logistik und Lagerhaus GmbH[11],
- 2007 Brauerei zu Reudnitz in Leipzig,
- 2006 H. Lotzmann Dienstleistungen Leipzig.[12]

## Geschichte
Kern der BBW-Leipzig-Gruppe ist die Berufsbildungswerk Leipzig für Hör- und Sprachgeschädigte gGmbH. Sie wurde am 1. März 1991 gegründet, ihre Gesellschafter sind die Paulinenpflege Winnenden e.V., die Stadt Leipzig und das Diakonische Werk Innere Mission Leipzig e.V.
Mit den Anfängen in Leipzigs Stadtteil Reudnitz reifte der Plan, nach dem Vorbild des Berufsbildungswerkes Winnenden einen Neubau im Süden Leipzigs zu errichten. Im Jahr 1994 begannen Bauarbeiten auf dem etwa 11,5 Hektar großen Gelände im Stadtteil Knauthain, wo der Stammsitz entstand. Dort wurden Internatshäuser, Ausbildungswerkstätten, eine Gärtnerei, ein Freizeithaus mit Meditationsraum, ein Speisesaal, eine Sporthalle mit Rasen- und Hartplatz und ein Verwaltungsgebäude mit Schule und Diagnostik- und Beratungszentrum gebaut. Im August 1997 begann dort ein neues Kapitel der Unternehmensgeschichte.
Die Werkstatt für behinderte Menschen Diakonie am Thonberg wurde 1997 gegründet, sie bietet Menschen mit körperlichen und geistigen Behinderungen Arbeitsplätze, Förder- und Wohnangebote. Im Jahr 2000 öffnete das Ladengeschäft Nikolai-Eck in Leipzigs Innenstadt. Dort arbeiten gemeinsam Menschen mit und ohne Behinderung, zum Angebot gehören Produkte aus Werkstätten für behinderte Menschen.
Seit 2002 betreibt die BBW-Leipzig-Gruppe Kindertagesstätten, aktuell (Stand: April 2023) sind es 14 (elf davon integrative Kitas). Auch hat sie das Jugendberufshilfeangebot Netz kleiner Werkstätten gegründet sowie 2009 die Produktionsschule Leipzig. Diese gab es bis 31. Dezember 2023, sie musste wegen Auslaufen der Förderung geschlossen werden.
Im Jahr 2003 entstand für die Vermittlung von Menschen mit Unterstützungsbedarf die L2 agentur für taten, sie integriert seit 2014 zusammen mit dem Kompetenzzentrum für Vermittlung und Integration Menschen mit und ohne Behinderung. 2017 kamen Mitarbeitende und Geschäftstätigkeiten der L2 agentur für taten GmbH komplett zur BBW-Leipzig-Gruppe, das Kompetenzzentrum hat Standorte in Leipzig und Berlin.
Seit 2006 gibt es das Inklusionsunternehmen Diakonische Unternehmensdienste. In dessen Geschäftsbereichen Gebäudedienste, Speisenversorgung, Digitalisierung und Mediengestaltung haben mindestens 40 Prozent der Mitarbeitenden eine Behinderung.
2012 übernahm die BBW-Leipzig-Gruppe die Philippuskirche mit Pfarrhaus und Gemeindesaal von der Evangelisch-Lutherischen Landeskirche Sachsens. 2016 begannen die Sanierungs- und Umbau-Arbeiten zu Leipzigs erstem Inklusionshotel Philippus Leipzig, es eröffnete im Januar 2018. Anfang Mai 2019 wurde die Philippuskirche feierlich wiedereröffnet. Sie wird nun für christliche und kulturelle Veranstaltungen genutzt, auch wurde die mehr als hundertjährige Jehmlich-Orgel restauriert.
Seit 2015 gibt es im Jugend- und Erziehungshilfeverbund Wohngruppen für Kinder- und Jugendliche. Die Stationäre Erziehungshilfe wurde 2018 um die Kinderwohngruppe „An der Mühle“ ergänzt. Seit 2015 besteht für Schüler mit besonderem Unterstützungsbedarf die Evangelische Förderschule für Erziehungshilfe – Wolfgang-Mutzeck-Schule. Im August 2018 übernahm die BBW-Leipzig-Gruppe in den Jugend- und Erziehungshilfeverbund das Autismuszentrum Leipzig.
Seit März 2018 vereint der Geschäftsbereich Schulische Bildung die Berufsbildende Schule für Hör- und Sprachgeschädigte, die Berufsvorbereitung und die Wolfgang-Mutzeck-Schule.